# Gabriel Wallmark
Gabriel Wallmark, född 21 januari 2002, är en svensk friidrottare med specialisering på tresteg. Han tävlar för Örgryte IS.

## Karriär
Vid Junior-EM i Tallinn, Estland, i juli 2021 vann Wallmark guldmedalj i tresteg på 16,39. I augusti samma år deltog han vid U20-VM i Nairobi, Kenya, och vann även där guld i tresteg, denna gång med nytt personligt rekord, 16,43. Vid utomhus-SM samma år vann han guld i tresteg.
I februari 2022 vid Nordenkampen i Uppsala vann Wallmark trestegstävlingen med ett hopp på 16,11 meter, vilket var en förbättring av hans personbästa inomhus med sex decimeter. Senare samma månad vid inomhus-SM tog Wallmark guld i tresteg efter ett hopp på 15,87 meter.

## Personliga rekord
| Utomhus - 100 meter – 11,12 (Mölndal, Sverige 14 juni 2020) - Höjdhopp – 1,85 (Mölndal, Sverige 29 juli 2017) - Längdhopp – 7,13 (Göteborg, Sverige 4 juli 2020) - Tresteg – 16,43 (Nairobi, Kenya 22 augusti 2021) 0NRJ0 | Inomhus - 60 meter – 7,10 (Göteborg, Sverige 14 januari 2023) - Höjdhopp – 1,97 (Göteborg, Sverige 13 januari 2021) - Längdhopp – 6,90 (Växjö, Sverige 23 februari 2019) - Tresteg – 16,26 (Uppsala, Sverige 23 februari 2025) |